# The Allman Brothers Band (album)
| Recensione                        | Giudizio            |
| --------------------------------- | ------------------- |
| AllMusic                          | [ 1 ]               |
| The New Rolling Stone Album Guide | [ 2 ]               |
| Sputnikmusic                      | 4.5 (Superb)        |
| Piero Scaruffi                    | [ 4 ]               |
| Ondarock                          | (Disco consigliato) |
| Dizionario del Pop-Rock           | [ 6 ]               |
| 24.000 dischi                     | [ 7 ]               |

The Allman Brothers Band è l'album di debutto dell'omonimo gruppo rock statunitense, pubblicato il 4 novembre 1969 dalla Atco Records e dalla Capricorn Records negli Stati Uniti, e prodotto da Adrian Barber.

## Il disco
Formatasi nel 1969, l'Allman Brothers Band nacque dai vari orientamenti musicali portati in dono da ciascun membro del gruppo. Dopo aver terminato il suo lavoro come session man presso i Muscle Shoals Sound Studio in Alabama, Duane Allman si spostò a Jacksonville, Florida, dove ebbe lunghe jam session con la sua nuova band, che aveva voluto organizzata con due chitarristi e due batteristi. Allargata la formazione del gruppo con l'aggiunta di suo fratello, Gregg Allman, la band suonò in diversi concerti gratuiti per poi trasferirsi nella comune di Macon, in Georgia, pronti ad essere il gruppo principale dell'etichetta Capricorn.
L'album fu inciso e mixato in due settimane agli Atlantic Studios di New York City. La maggior parte del materiale era già stato ampiamente rodato dal vivo in pubblico e combinava diversi stilemi jazz, blues e country. Sono inclusi rifacimenti di classici blues come Trouble No More e Don't Want You No More, ma anche originali di pregio quali Dreams, che illustra le evidenti influenze jazz presenti nella band, e Whipping Post, presto diventata un pezzo richiestissimo durante i concerti. Anche se il gruppo avrebbe dovuto ufficialmente lavorare con il produttore Tom Dowd (che aveva precedenti illustri con Cream e John Coltrane), egli al momento non era disponibile, e la band volle incidere con l'ingegnere del suono Adrian Barber.
Inizialmente il disco non riscosse particolare successo, vendendo poche copie e classificandosi nei bassifondi della classifica Billboard 200. Nonostante ciò, l'album ebbe buone recensioni da riviste come Rolling Stone, che lo definì "consistente e onesto". Dopo l'uscita del disco, la band rimase on the road a far concerti per un lungo periodo di tempo. I membri del gruppo scelsero di rimanere a Macon, nonostante fossero alte le pressioni da parte dei discografici affinché si trasferissero in un'altra città dal maggior appeal mediatico e commerciale.

### Grafica e copertina
La foto di copertina per l'album venne scattata dal fotografo Stephen Paley. Paley aveva avuto modo di conoscere Duane Allman durante delle sedute fotografiche per la Atlantic. Egli rimase con la band per circa una settimana nella loro casa-comune di Macon, vivendo con il gruppo. Perlustrarono tutti i dintorni della città per trovare un luogo adatto per le foto, visitando luoghi quali "campi, vecchie case abbandonate, strade, e cimiteri". La foto di copertina fu scattata vicino all'entrata del College House (ora proprietà della Mercer University) al 315 di College Street. La foto sul retro dell'album venne invece scattata presso la Bond Tomb nel Rose Hill Cemetery, 1091 Riverside Drive, Macon.
Le immagini interne mostrano i membri della band che posano nudi in un ruscello. L'idea originale era stata del manager del gruppo, Phil Walden, e il ruscello era di proprietà di suo fratello. La foto venne scattata a Round Oak, nella Contea di Jones, in Georgia. Il batterista Butch Trucks si era ferito una gamba il giorno precedente, e non essendo in grado di sedersi in acqua, si mise in piedi dietro a Oakley nella foto.

## Tracce
Lato A
1. Don't Want You No More – 2:25 (Spencer Davis, Edward Hardin)
2. It's Not My Cross to Bear – 5:02 (Gregg Allman)
3. Black Hearted Woman – 5:08 (Gregg Allman)
4. Trouble No More – 3:45 (McKinley Morganfield)

Lato B
1. Every Hungry Woman – 4:13 (Gregg Allman)
2. Dreams – 7:18 (Gregg Allman)
3. Whipping Post – 5:17 (Gregg Allman)

## Formazione
- Duane Allman - chitarra solista, chitarra slide, chitarra acustica
- Gregg Allman - voce solista, organo
- Dickey Betts - chitarra solista
- Berry Oakley - basso
- Butch Trucks - batteria, timbales, maracas
- Jai Johanny "Jaimoe" Johanson - batteria, congas